# 토미 레팅

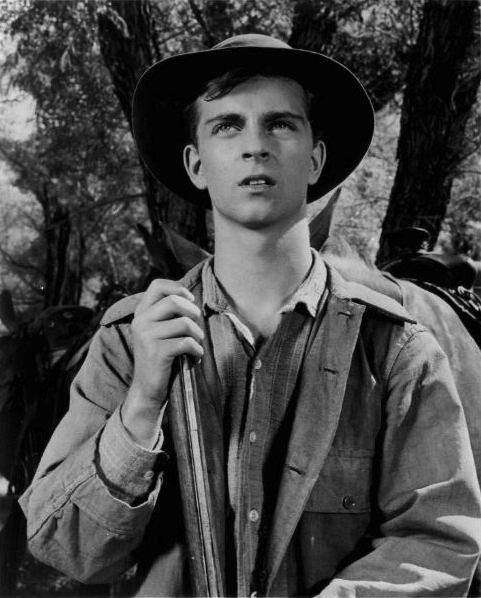

토미 레팅(Tommy Rettig, 1941년 12월 10일 ~ 1996년 2월 15일)은 미국의 배우, 텔레비전 배우, 컴퓨터 과학자, 영화배우이다.
퀸스에서 태어났으며 머리나델레이에서 사망하였다. 사인은 심근 경색이다.

## 영화
- 최후의 포장마차 (1956년)
- 이집트 (1954년)
- 달려라 래시 (1954년)
- 돌아오지 않는 강 (1954년)
- 소 빅 (1953년)
- T 박사의 피아노 레슨 (1953년) - 바트 콜린즈 역
- 일로프먼트 (1951년)
- 스트립 (1951년)
- 투 윅스 위드 러브 (1950년)
- 거리의 공황 (1950년)
- 스튜디오 원 (1948년)